# Robert Fernández Bonillo
Robert Fernández Bonillo conegut com a Robert Fernández o simplement Robert o Roberto (Betxí, la Plana Baixa, 5 de juliol de 1962) és un exfutbolista professional valencià i posteriorment entrenador de futbol. També fou secretari tècnic del FC Barcelona, des de l'estiu de 2015 (posterior a la victòria electoral de la candidatura de Josep Maria Bartomeu) fins al juny del 2018.

## Trajectòria
Format al Vila-real CF, va ser fitxat pel CE Castelló quan era entrenat per Paquito. Amb només desset anys va fer el seu debut a la Segona divisió. Va ser l'1 de setembre de 1979 enfront de l'Elx CF a Castàlia, amb victoria local per 1-0. La seva joventut no va ser cap obstacle perquè Robert esdevinguera una peça clau en l'onze titular de Benet Joanet que aconseguí el tercer ascens a Primera divisió en la història del club albinegre.
Malgrat ascendir amb el CE Castelló, Robert marxà per a jugar al València CF, on va disputar un total de 10 temporades en dos períodes de quatre i sis anys, i al FC Barcelona, on va estar les quatre temporades que separen les seves etapes valencianistes. Amb la samarreta blaugrana, va jugar 196 partits oficials i va aconseguir tres títols: dues Copes del Rei i una Recopa d'Europa. Va ser titular en la final de la Recopa d'Europa de 1989, a Berna, que fou el primer trofeu de Johan Cruyff a la banqueta blaugrana i l'inici de l'èxit del “Dream Team”.
Robert era un migcampista, central o interior, de vocació ofensiva i d'incansable treball durant els noranta minuts dels partits. Encara que, amb el pas dels anys, la seva posició al camp es va retardar per tal de complir tasques més organitzadores. Era molt valorat pel seu potent xut, el que li permetia tenir una considerable capacitat golejadora.

### Selecció espanyola
Va ser 29 vegades internacional amb la selecció espanyola entre 1982 i 1991. El seu debut va produir-se el 27 d'octubre de 1982 a La Romareda, el mateix dia que Miguel Muñoz tornava a la banqueta espanyola després del fracàs d'Espanya '82. El rival era la selecció d'Islàndia, en el primer partit de la classificació per a l'Europa del 84. El primer gol de Robert com a internacional va haver d'esperar fins al 21 de desembre de 1988, on Robert tancà la golejada a Irlanda del Nord a l'estadi Ramón Sánchez Pizjuán en un partit de la prèvia a Italia '90. Precisament aquest varen ser els dos grans tornejos que disputà Robert: l'Eurocopa del 84 (on Espanya arribà fins a la final) i el Mundial del 90. Prèviament es va coronar campió d'Europa sub-21 amb la selecció espanyola en derrotar a la italiana. Robert va marcar tant el partit de tornada a Valladolid com en la tanda de penals.

### Entrenador
Com a entrenador es va formar en les categories inferiors del València CF. Després passà al filial valencianista, llavors en Tercera divisió. Malgrat quedar primer en la lliga, no aconseguir l'ascens en el play-off. La temporada següent fou cridat pel Córdoba CF, l'equip on es va retirar, per substituir Esteban Vigo. Els seus pèssims números (tres punts en cinc jornades) suposarien la seua destitució. Després d'un any en blanc, acceptà el càrrec de dirigir l'Oriola CF, també de Segona B. La primera temporada acabà en bona posició, però fou despatxat a mitjans de la posterior. L'estiu de 2008 fou contractat per la UE Alzira, un nouvingut a la categoria de bronze.

### Secretari tècnic
L'agost de 2015 fou presentat com a nou secretari tècnic del FC Barcelona, nomenat per la junta directiva acabada d'elegir, presidida per Josep Maria Bartomeu, fins al juny del 2018, quan Éric Abidal va ocupar el seu lloc. El seu llegat, juntament amb el de Pep Segura, ha estat qüestionat dins l'entorn barcelonista principalment pel fet que els fitxatges procedents de la venda de Neymar no oferiren els resultats esperats.

## Clubs

### Jugador
- Vila-real CF: 1977 - 1979 (3a Divisió)
- CE Castelló: 1979 - 1981 (2a Divisió)
- València CF: 1981 - 1986 (primera divisió)
- FC Barcelona: 1986 - 1990 (primera divisió)
- València CF: 1990 - 1995 (primera divisió)
- Vila-real CF: 1995 - 1999 (2a i primera divisió)
- Córdoba CF: 1999 - 2001 (2a Divisió B)

### Entrenador
- Futbol base del València CF
- València CF Mestalla: 2004 - 2005 (3a Divisió)
- Córdoba CF: novembre - desembre de 2005 (2a Divisió B)
- Oriola CF: desembre de 2006 - desembre de 2007 (2a Divisió B)
- UE Alzira: 2008- (2a Divisió B)

## Palmarès
- 2 Copes del Rei: 1988 i 1990 amb el FC Barcelona.[2]
- 1 Recopa d'Europa: 1989 amb el FC Barcelona.[2][3]
- 1 Eurocopa sub-21: 1984/86 amb Espanya

### Altres mèrits
- 2 cops segon a la Primera divisió: 1986/87 i 1988/89 amb el FC Barcelona.
- 1 cop finalista de la Copa del rei: 1995 amb el València CF.
- 1 campionat de Segona divisió: 1980/81 amb el CE Castelló.
- 2 ascensos a Primera divisió: 1980/81 amb el CE Castelló i 1997/98 amb el Vila-real CF.

### Entrenador
- 1 Lliga de Tercera divisió grup 6: 2004/05 amb el València Mestalla.